# Custóias (Vila Nova de Foz Côa)
Custóias is een plaats (freguesia) in de Portugese gemeente Vila Nova de Foz Côa en telt 278 inwoners (2001).